# Estação Ferroviária da Venda do Alcaide
A estação ferroviária de Venda do Alcaide, por vezes também identificada apenas como de Venda Alcaide, é uma interface da Linha do Sul, que serve a localidade de Venda do Alcaide, no município de Palmela, em Portugal.

## Descrição

### Localização e acessos
Esta interface situa-se na localidade de Venda do Alcaide, tendo acesso pelo Largo da Estação. A Carris Metropolitana opera, desde 2022, duas carreiras que servem esta estação.

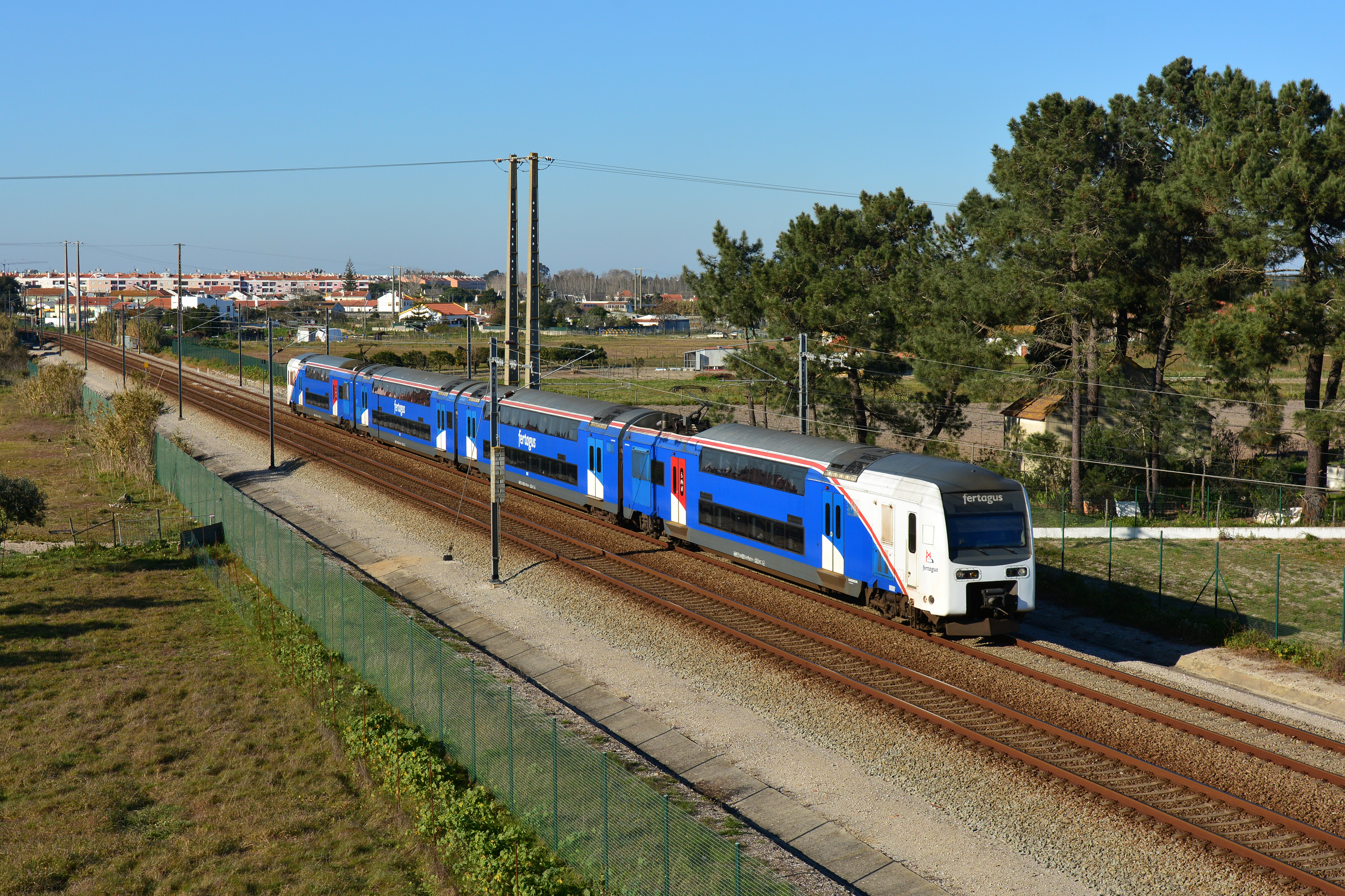
Comboio Fertagus chegando a esta interface vindo de noroeste, em 2023.

### Infraestrutura
Como apeadeiro em linha em via dupla, esta interface apresenta-se nas duas vias de circulação (I e II) cada uma acessível por plataforma — ambas com 250 m de comprimento e 90 cm de altura. O edifício de passageiros situa-se do lado nordeste da via (lado esquerdo do sentido ascendente, para Tunes).

### Serviços
Esta estação é utilizada por serviços urbanos da Linha do Sado, assegurados pela operadora Comboios de Portugal, e também pelos serviços da operadora Fertagus.

## História
Esta estação insere-se no troço entre Pinhal Novo e Setúbal, que foi aberto pela Companhia Nacional de Caminhos de Ferro ao Sul do Tejo em 1 de Fevereiro de 1861.

Um despacho da Direcção-Geral de Caminhos de Ferro de 12 de Dezembro de 1950 aprovou os projectos da Companhia dos Caminhos de Ferro Portugueses de aditamento aos quadros de via normal, relativos à atribuição de distâncias próprias a esta e outras estações.